# Cultura Erlitou

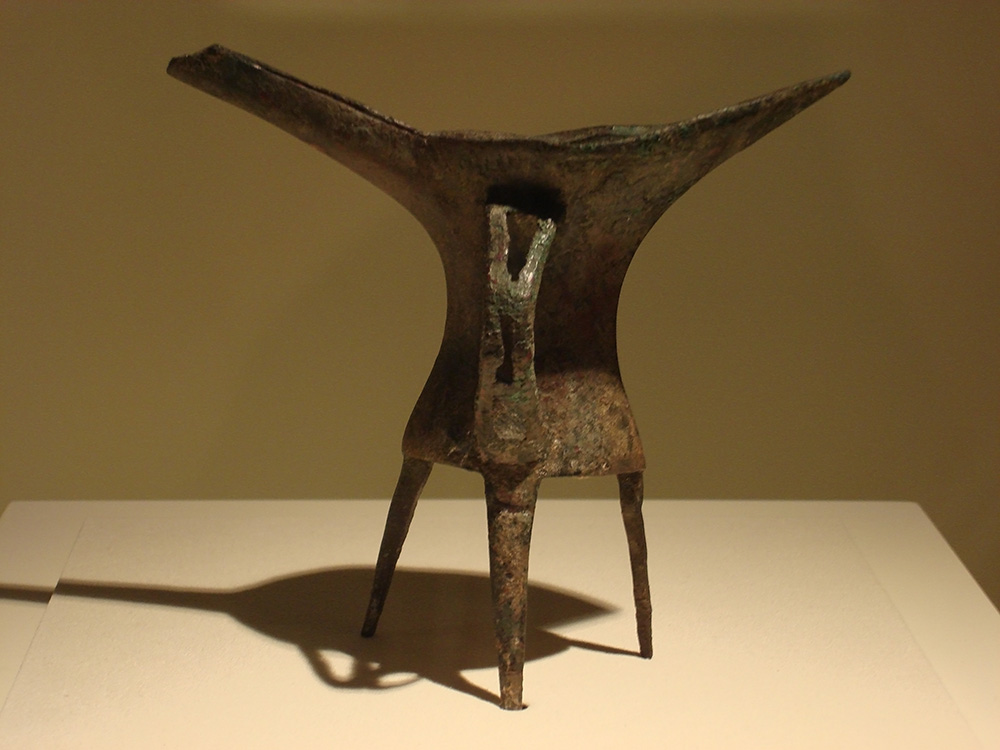
Jue de bronze (vasilha de vinho), atribuído a dinastia Xia.

A Cultura Erlitou (二裡頭文化) (1900 a.C. a 1500 a.C.) é o nome dado pelos arqueólogos para uma cultura e sociedade que existiu na China no início da Idade do Bronze. Tal cultura assim foi chamado depois que seus vestígios foram encontrados em um sítio arqueológico localizado em Erlitou, Yanshi, na província de Henan. A cultura esteve largamente presente nas províncias de Henan e Shanxi. Muitos arqueólogos chineses identificam a cultura Erlitou como sendo a Dinastia Xia, enquanto a maioria dos arqueólogos ocidentais permanecem não convencidos da conexão entre a cultura Erlitou e a Dinastia Xia.
Descoberto em 1959, o sítio arqueológico em Erlitou é a maior área com vestígios associados a esta cultura antiga, com 3km². Os vestígios indicam que a cultura Erlitou possuía um monopólio na produção de vasilhas rituais em bronze. Após a ascensão da Dinastia Shang, a área de domínio dos Erlitou diminuiu tremendamente em tamanho, mas continuou habitada durante o início desta dinastia.
A cultura Erlitou talvez tenha se desenvolvido da Cultura Longshan. Originalmente centrada ao redor das províncias de Henan e Shanxi, a cultura posteriormente se espalhou para as províncias de Shaanxi e Hubei.